# Johann Friedrich Blumenbach
Johann Friedrich Blumenbach, född 11 maj 1752 i Gotha, död 22 januari 1840 i Göttingen, var en tysk antropolog. Han anses vara den fysiska antropologins fader.
Blumenbach studerade medicin vid universitetet i Jena, och tog examen 1775 i Göttingen med De generis humani varietate nativa (Om mänsklighetens naturliga varieteter), som anses vara det mest inflytelserika arbetet om idén om att dela in människor i raser. 
Han utsågs till biträdande professor i medicin och föreståndare för det naturhistoriska museet i Göttingen 1776 och ordinarie professor vid samma museum 1778. Senare arbeten var Institutiones Physiologicae (1787) och Handbuch der vergleichenden Anatomie (1804).
Blumenbach utgick från studier av kranier i sina rasstudier, och delade in människosläktet i fem varieteter som han kallade för.
- Kaukasiska varieteten eller den vita varieteten
- Mongoliska varieteten eller den gula varieteten
- Malajiska varieteten eller den bruna varieteten
- Amerikanska varieteten eller den röda varieteten
- Etiopiska varieteten eller den svarta varieteten.[11]

Till den kaukasiska varieteten räknar han alla européer (utom finnar och samer), västasiaterna ända till Ob, Kaspiska havet och Ganges samt de ljusa nordafrikanerna. Den mongoliska varieteten omfattar nästan alla asiater, såvida de inte tillhör kaukasierna eller malajerna, vidare samer och finnar och de nordamerikanska eskimåerna. Till den etiopiska varieteten hör alla afrikaner med undantag av dem som bor vid norra kusten, och till den amerikanska alla amerikanska indianer, alltså hela Amerikas äldre befolkning med undantag av eskimåerna. Den malajiska varieteten omfattar enligt Blumenbachs system de oceaniska öarnas befolkning och de infödda på Marianerna, Filippinerna, Moluckerna och Sundaöarna och i Asien befolkningen på Malackahalvön.
Det var Blumenbach som myntade begreppet kaukasier om de vita; han ansåg att Kaukasus var människans urhem eftersom människor var så vackra där.
Blumenbachs samtid var dock inte obekant med att särskilja människor utifrån deras utseende, eller rasistiska idéer. I synnerhet svarta ansågs vara underställda. Asiater hade något bättre anseende, men i Europa ansågs de vita vara mest intelligenta, och därtill skarpsinnigare och mer uppfinningsrika, vilket i hög grad berodde på Carl von Linné.
Mellan åren 1790 och 1828 publicerade Blumenbach Collectionis suae craniorum diversarum gentium illustratae decades som var en beskrivning av sextio människokranier. 
Hans klassificering av människor, vetenskapliga metoder, samt tillhörande teorier, kom att bli vetenskapligt korrekt i mer än tvåhundra år. Inte förrän i slutet av 1900-talet blev det vedertaget att se människan som monotypisk, d.v.s. att människosläktet inte kan delas in i underarter eller raser.
Personligen var Blumenbach inte så rasistisk som de som senare kom att använda hans forskning. Han kom till konklusionen att de inbördes skillnaderna mellan svarta var större än mellan än de vita. Blumenbach gick därtill till angrepp mot rådande rasism och fastslog att de svarta på intet vis var mindrevärdiga. Tvärt om utmärktes de av hälsosam förståelse, utomordentlig naturbegåvning och stora mentala kapaciteter. Han framhöll vidare att hans raser inte var skarpt åtskilda utan en slags abstraktion. Dessutom träffade han en svart kvinna i Schweiz om vilken han lär ha sagt: "eine zum Verlieben schönen Négresse" (en vacker negress som man lätt förälskar sig i). 
Blumenbach invaldes 1813 som ledamot nummer 211 av Kungliga Vetenskapsakademien.